# Elvezia (gastronomia)
L'Elvezia o Helvezia è un tipico dolce della cucina mantovana.

## Origini
Dal 1789 in poi, Mantova ha accolto decine di pasticceri e caffettieri svizzeri, prevalentemente migrati dal Cantone dei Grigioni. Tra questi la pasticceria gestita dalla famiglia di Samson Putscher a cui si deve l'invenzione della torta elvezia dedicata evidentemente alla loro nazione d'origine.
Alla ricca componente mitteleuropea si innestarono prodotti tipici della pasticceria mantovana come lo zabaione e la pasta di mandorle.

## Descrizione
È un dolce costituito da tre dischi rotondi di pasta di mandorle, zucchero e albumi montati fatti cuocere nel forno e farcito con due strati di zabaione e crema al burro ed eventualmente con altri ingredienti come cioccolato in scaglie, panna montata.